# Josip Duvančić
Josip Duvančić (Razvođe, Reino de Yugoslavia; 1 de octubre de 1935 – 17 de abril de 2023) fue un futbolista y entrenador de fútbol yugoslavo que jugó en la posición de delantero.

## Carrera

### Jugador
| Periodo   | Club             |
| --------- | ---------------- |
| 1950-1956 | FK Sparta Zemun  |
| 1956-1958 | FK Partizan      |
| 1958-1960 | FK Vojvodina     |
| 1960–1966 | FK Sloboda Tuzla |
| 1966–1968 | Izmirspor        |

### Entrenador
| Periodo   | Club                  |
| --------- | --------------------- |
| 1970–1976 | FK Sloboda Tuzla      |
| 1976–1977 | HNK Hajduk Split      |
| 1977–1979 | FK Radnički Niš       |
| 1979–1980 | FK Partizan           |
| 1980–1983 | NK Osijek             |
| 1983–1984 | FK Vojvodina          |
| 1984–1985 | FK Budućnost Titograd |
| 1985–1986 | FK Radnički Niš       |
| 1986–1987 | Sarıyer SK            |
| 1987–1988 | FK Priština           |
| 1995      | FK Radnički Niš       |
| 1998      | FK Spartak Subotica   |

## Logros

### Jugador
- Copa de Yugoslavia (3): 1952, 1954, 1956/57

### Entrenador
- Copa de Yugoslavia (1): 1976/77